# Cyrtauchenius bedeli
Cyrtauchenius bedeli är en spindelart som beskrevs av Simon 1881. Cyrtauchenius bedeli ingår i släktet Cyrtauchenius och familjen Cyrtaucheniidae.
Artens utbredningsområde är Algeriet. Inga underarter finns listade i Catalogue of Life.